# Symmachia fassli
Espèce
Symmachia fassli est une espèce d'insectes lépidoptères de la famille  des Riodinidae et du genre Symmachia.

## Taxonomie
Symmachia fassli a été décrit par Jason Piers Wilton Hall et Keith Richard Willmott (d) en 1995.

## Description
Symmachia fassli est un petit papillon noir aux antérieures à bord costal bossu, marquées de rouge à la base et d'une large bande rouge séparant l'apex
Le revers est noir avec uniquement aux ailes antérieures la large bande rouge séparant l'apex.

## Écologie et distribution
Symmachia fassli est présent en Équateur.

### Protection
Pas de statut de protection particulier.